# Moskwa (basen)
Basen "Moskwa" – odkryty basen w Moskwie nad rzeką Moskwą, istniejący w latach 1960–1994.
Budowę basenu rozpoczęto w 1958 roku na miejscu zburzonej w 1931 cerkwi Chrystusa Zbawiciela, w miejscu gdzie wcześniej budowano nieukończony Pałac Rad. Basen o średnicy 130m był największy w ZSRR i jednym z największych na świecie. Całoroczny obiekt z podgrzewaną do 27 °C wodą cieszył się znaczną popularnością. Podnoszono jednak zarzuty, że zwiększając wilgotność powietrza wpływa negatywnie na zbiory pobliskiego Muzeum Puszkina.
Basen rozebrano w 1994, robiąc miejsce pod odbudowaną cerkiew Chrystusa Zbawiciela.

## Galeria

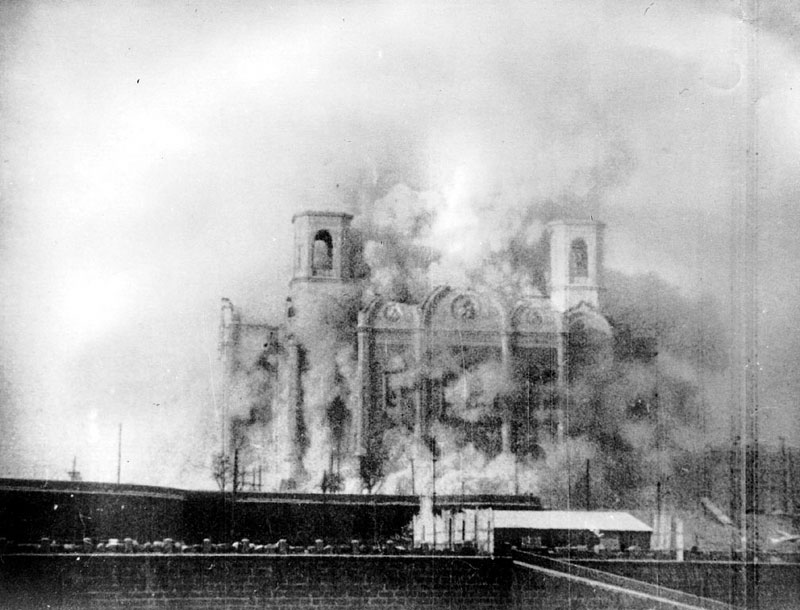
Cerkiew Chrystusa Zbawiciela po wybuchu, 1931 rok
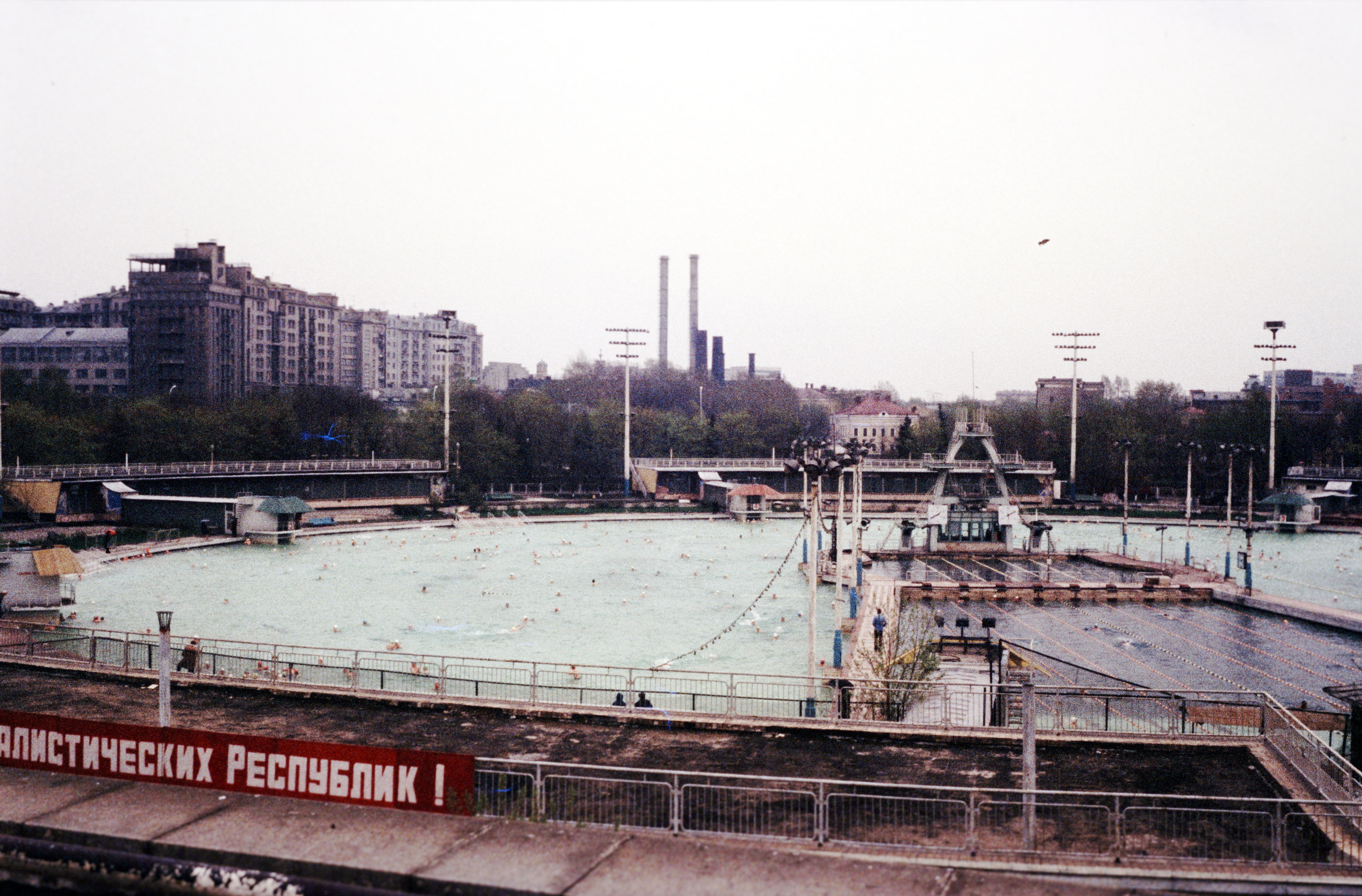
Basen "Moskwa", 1980 rok